# François de Tournon
Pour les articles homonymes, voir François II.
François de Tournon, né à Tournon-sur-Rhône en 1489 et mort à Saint-Germain-en-Laye le 22 avril 1562, est un prélat, un diplomate et un homme d'État français. Il fut notamment archevêque d'Auch de 1538 à 1551, puis  archevêque de Lyon de 1551 à sa mort.

## Biographie

### Famille de Tournon
François de Tournon est le cinquième enfant de Jacques II de Tournon, chambellan du roi Charles VIII de France, et de Jeanne de Polignac. Il est destiné à embrasser l'état ecclésiastique. Deux de ses frères furent évêques : Gaspard, évêque de Valence, et Charles, évêque de Rodez. Ses deux frères aînés, Just et Christophe, sont enfants d'honneur de Charles VIII, en 1490. Ses autres frères, Antoine et Jean, sont tués devant Naples en 1528. Jacques II de Tournon est tué à la bataille de Pavie, en 1525. Just a été baron de Tournon, sénéchal d'Auvergne en 1541, commissaire du roi aux États de Languedoc en 1543 et 1546. Claude de Tournon, frère bâtard de son père, a été évêque de Viviers, entre 1498 et 1542, aumônier de la reine, et a occupé à treize reprises la présidence des États de Languedoc. La famille de Tournon a d'abord été vassale des ducs de Bourbon, puis est devenue proche de la famille royale à partir de Charles VIII.

### Formation
En 1501, François de Tournon est entré dans l'ordre hospitalier de Saint-Antoine à l'abbaye de Saint-Antoine-de-Viennois. Jeanne de Tournon était mariée avec Jean de Saint-Priest, baron de Saint-Chamond, apparenté à Théodore Mitte de Saint-Chamond qui est le 18e abbé de Saint-Antoine-en Viennois (1495-1526). Il y fait profession, en devient chanoine régulier et y fait ses études ecclésiastiques. Il est ensuite nommé commandeur de la commanderie de Saint-Antoine en Forez lorsqu'il a 25 ans. Il devient abbé de l'abbaye Saint-Léger d'Ébreuil en succédant à un de ses oncles en 1509, jusqu'en 1526.
Il est présent à l'entrée de Louis XII à Lyon, le 12 juillet 1512. C'est probablement à cette occasion qu'il rencontre pour la première fois François d'Angoulême.

### Sous le roi FrançoisIer
Reconnu dans la cour de François Ier, François de Tournon est nommé archevêque d'Embrun en 1517. Il est nommé abbé commendataire de la Chaise-Dieu, en 1519, où il succède à Adrien Gouffier de Boisy. Cette abbaye avait l'avantage  d'être pourvue de bénéfices considérables. Il doit cette dernière promotion à la famille Gouffier. En juillet 1521, il rencontre l'amiral de Bonnivet à Autun et le suit en Guyenne. À la fin de 1521, il est à Bâle où il rencontre Érasme qui le qualifie de « iuvenis humanissimus ». Il a obtenu un passeport pour la venue en France d'Érasme, en novembre 1522.
Quand le roi quitte la France, en 1524, il est nommé au Conseil de Louise de Savoie.
Ses qualités de négociateur sont remarquées par Louise de Savoie pendant ses régences puis par le roi, notamment à la suite de la défaite de Pavie. On lui confie avec Jean de Selve les négociations en Espagne où ils négocient le traité de Madrid qui permet la libération du roi. Celui-ci l'ayant apprécié, dès le retour du roi, il devient un membre régulier du Conseil et reçoit de nombreuses récompenses.
En 1526, il devient ainsi archevêque de Bourges. En 1527, il est nommé chancelier de l'ordre de Saint-Michel. Il est l'un des négociateurs à Amiens qui va aboutir au traité d’Amiens de 1529, ou paix des Dames. La mort de Jean de Selve puis la demi-disgrâce de Philippe Chabot lui a permis de voir son autorité croître dans l'entourage du roi.
En 1530, il est créé cardinal-prêtre du titre cardinalice Santi Marcellino e Pietro par le pape Clément VII grâce à l'activité de Gabriel de Gramont au Saint-Siège. Dès cette année il a une compétence financière et participe au rassemblement de la rançon du roi dont Anne de Montmorency a la charge.
Il est à Rome entre janvier et septembre 1533 avec Gabriel de Gramont pour discuter de l'annulation du mariage d'Henri VIII avec Catherine d'Aragon. Il négocie aussi le mariage entre Catherine de Médicis, nièce du pape, avec Henri, le deuxième fils du roi. Le roi étant satisfait, il le nomme abbé de Saint-Germain-des-Prés en janvier 1534.
En septembre 1534, le pape Clément VII meurt. Il se rend à Rome pour l'élection du nouveau pape, Alessandro Farnese, Paul III.

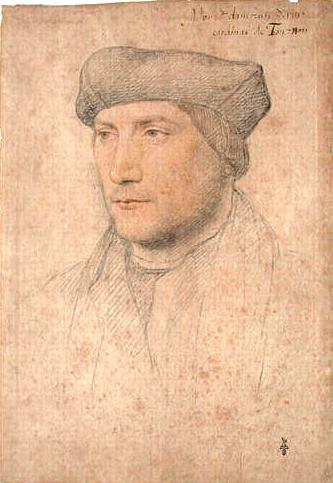
École de Jean Clouet, François, cardinal de Tournon (XVIe siècle), Chantilly, musée Condé.

En 1536, il fonde le collège de Tournon. Le 6 janvier 1560, le collège passe sous la direction de la compagnie de Jésus.
En 1537, il assure l'intendance pendant la huitième guerre d’Italie en Piémont.
En 1538, il obtient l'échange avec le cardinal de Clermont de l'archevêché de Bourges contre l'archevêché d'Auch, plus riche et cède à son neveu les abbayes de Saint-Florent et de Chandeil. À la même époque, il devient abbé de Tournus et entre en possession de la commanderie des antonistes de Bailleul. Les bénéfices qu'il a obtenu du roi lui permettent d'avoir un revenu de 60 000 livres tournois. Il participe aux négociations de la paix de Nice.
Lorsqu'Anne de Montmorency tombe en disgrâce, en 1541, il se rallie à la duchesse d'Étampes. Les deux principaux conseillers sont alors François de Tournon et Claude d'Annebault. En 1542, Philippe Chabot est gracié et entre au Conseil. L'année 1541 voit donc un changement radical dans le Conseil du roi avec le passage du triumvirat Montmorency-Lorraine-Poyet à celui de Chabot-Annebault-Tournon. Il est à ce titre un des principaux interlocuteurs des agents étrangers à la cour et un des concepteurs de la diplomatie française à partir de 1541. Il va plutôt intervenir dans les discussions avec Rome et dans les rapports avec l'empereur Charles Quint et les princes allemands. Il négocie le traité de Fontainebleau avec le roi de Danemark Christian III, signé le 29 novembre 1541, et le traité d'Anet avec le duc de Clèves, Guillaume de Clèves. Dans les discussions dplomatiques les rôles sont partagés entre Claude d'Annebault, le cardinal de Tournon et le cardinal Du Bellay. Le cardinal Du Bellay entretient un réseau important dans le milieu protestant germanique et y intervient de manière non officielle ; le cardinal de Tournon participe aux négociations officielles et d'Annebault les conclut. Après décembre 1544, d'Annebault et le cardinal de Tournon sont favorables à une entente entre le roi de France et l'empereur tandis que le cardinal Du Bellay et la reine de Navarre sont favorables à une alliance avec l'Angleterre et les protestants allemands.
Le cardinal de Tournon a un rôle financier à l'intérieur du Conseil comme le montre le Roolle de ceulx que le Roy veult entrer en son conseil pour le fait de ses finances de 1543. Le développement des emprunts royaux pour augmenter les ressources financières de la monarchie est peut-être dû au cardinal de Tournon.
Entre la fin de juillet et le mois d'octobre 1542, il est à Lyon et occupe de nouveau les fonctions de lieutenant général pour un large sud-est de la France, associé au chancelier Poyet. Annebault est en campagne dans le Roussillon. Les problèmes de santé de l'amiral Chabot de Brion resté à Paris, nécessita le retour du cardinal à Paris qui devient le principal conseiller jusqu'à la mort de l'amiral, en juin 1543. En 1543, Claude d'Annebault mène une campagne réussie sur la frontière nord du royaume avec la prise de Landrecies et Luxembourg avec l'appui du duc de Clèves. En 1544, l'empereur a réussi à soumettre le duc de Clèves et s'est allié au roi d'Angleterre, Henri VIII pour mener une guerre contre la France. Ses troupes reprennent Luxembourg, envahissent le Barrois, ravagent la Champagne et menacent Paris. Les troupes anglaises s'emparent de Boulogne. À partir de l'hiver 1544, Claude d'Annebault, nouvel amiral de France, est avec le cardinal de Tournon selon l'aveu de l'amiral « comme père et fils ». Cette amitié leur a permis de résister aux intrigues de la duchesse d'Étampes qui commencent au moment de la signature de la paix de Crépy négociée entre le 7 et le 17 septembre 1544 et qui permet au roi de récupérer les places qu'il a perdu en Champagne, en Picardie, en Perthois et en Barrois, à l'exception de Stenay, et d'évoquer un mariage entre Charles d'Orléans et une princesse de la maison de Habsbourg qui recevraient le Milanais et la Bourgogne. Pendant l'hiver 1545 se prépare une expédition navale contre l'Angleterre avec environ deux cent cinquante vaisseaux et vingt cinq mille hommes de guerre. Claude d'Annebault commande la flotte qui parvient devant Portsmouth le 18 juillet 1545. Mais trop prudent, il ne réussit pas à débarquer et revient au Havre un mois plus tard. Des discussions ont alors lieu en novembre 1545, sans succès, puis en mai 1546, avec John Dudley pour préparer le traité d'Ardres. L'amiral anglais vient à Fontainebleau et Claude d'Annebault va à la cour d'Henri VIII du 20 au 29 août 1546. Il en profite pour discuter d'un basculement des alliances en réunissant le roi de France, le roi d'Angleterre, les princes protestants de ligue de Smalkalde, pouvant aussi inclure Gênes et l'empire ottoman. Au début de 1547, cette tentative n'a pas abouti à la suite de l'échec de la conjuration de Fieschi à Gênes, la mort d'Henri VIII, puis de François Ier et la défaite de la ligue de Smalkalde.
Il entraîne François Ier dans le massacre des Vaudois du Luberon en 1545.

### Sous le roi Henri II
À la mort de François Ier, le 31 mars 1547, il perd sa place au Conseil. Le nouveau Conseil des affaires est dirigé par le connétable Anne de Montmorency. Henri II lui retire ses titres de maître de la chapelle royale et de chancelier de l'ordre de Saint-Michel. Le cardinal de Tournon quitte la cour après les funérailles de François Ier.
Il fut également ambassadeur du roi de France Henri II auprès de différents royaumes. Il passa huit ans en Italie. En 1551, il échange avec le cardinal d'Este l'archevêché d'Auch avec l'archevêché de Lyon. À la mort d'Henri II, il retourne en Italie. En 1560, il devient doyen du Collège des cardinaux, cardinal d'Ostie.

### Sous la régence de Catherine de Médicis
En 1560, François de Tournon revient à la cour de France, appelé par la reine Catherine de Médicis pour présider le concile national chargé de réformer l'Église de France. Il fait son retour dans le Conseil royal.
Après la mort de François II et l'avènement de Charles IX à la fin de l'année 1560, les Guise perdent momentanément leur influence à la cour. Les huguenots sont devenus en 1561 une force politique en France. Catherine de Médicis et le chancelier Michel de l'Hôpital vont essayer de mener une politique de conciliation dès la réunion des États Généraux débutant le 13 décembre 1560.
En même temps des discussions se font entre la France et le Saint-Siège pour la réunion d'un concile national. Au même moment le pape Pie IV décide la réouverture du concile de Trente. L'ambassadeur de France à Rome, André Guillard, sieur de L'Isle, essaie d'obtenir du pape d'ouvrir le concile à la libre participation des protestants, ce qu'il refuse. Ne pouvant obtenir l'accord du pape sur un concile national, le conseil royal décide de convoquer tous les évêques du royaume le 20 juillet 1561. Le pape écrit au roi pour affirmer son opposition à ce concile national en renvoyant les points à discuter au concile de Trente dont il venait d'annoncer la réouverture.
L'assemblée générale du clergé de France s'ouvre le 31 juillet à Poissy par une harangue du chancelier de l'Hôpital demandant aux évêques de proposer des mesures propres à pacifier le royaume. Les évêques répondent en réaffirmant leur obéissance au pape et en renvoyant les discussions des points de doctrine au concile de Trente. Les évêques s'avouèrent responsables des abus. Le cardinal de Lorraine et le cardinal de Tournon, en pleurant, déplorent le tort qu'ils avaient eu en abandonnant leurs fidèles pour la vie de cour et se prononcent pour interdire aux évêques de participer au Conseil privé. L'assemblée a aussi accepté, sous certaines conditions, l'établissement définitif de la compagnie de Jésus en France. Plusieurs propositions ont été discutées dans un esprit de conciliation avec les protestants : diminution du nombre de moines, abolition du célibat des prêtres, permission aux fidèles de communier sous les deux espèces. Cette dernière proposition a été faite au pape dans un courrier que Catherine de Médicis lui adresse le 24 août. Au début de décembre, le pape lui a répondu que cette proposition est extravagante.
Le 25 juillet 1561, des lettres patentes sont envoyées autorisant « tous les sujets du roi » à venir faire de remontrances à l'assemblée générale du clergé, à Poissy. Le cardinal de Tournon affirme qu'apparier à soi des hommes qui n'avaient pas reçu l'imposition des mains et de livrer à la discussion des articles de foi est une lourde faute. On fait imprimer sous son nom un discours assez violent qu'il aurait prononcé dans cette assemblée du clergé. Devant les oppositions du clergé, de la faculté de théologie de Paris, Catherine de Médicis répond que c'est le devoir du roi d'entendre tous ses sujets. Le 24 août, Théodore de Bèze arrive à Saint-Germain. Il prêche dans le château de Saint-Germain chez Condé dès le 24 août, et le 27 chez l'amiral de Coligny, il rencontre le cardinal de Lorraine le 25 août.
Le colloque de Poissy commence le 9 septembre 1561, et Théodore de Bèze y présente la doctrine de Calvin. C'est au moment où il explique la doctrine de l'eucharistie en affirmant que « le corps du Christ est éloigné du pain et du vin autant que le plus au ciel est éloigné de la terre » que le cardinal de Tournon proteste auprès de Catherine de Médicis. Après que Théodore de Bèze a parlé du clergé, le cardinal de Tournon met en garde le roi, la reine, et toute l'assistance contre toutes les erreurs qu'il venait d'entendre. La reine lui répond que cette discussion n'avait pas pour but d'adopter des innovations mais était la preuve du désir de faire cesser les troubles dans le royaume et de ramener les protestants dans le droit chemin. La réponse au discours de Théodore de Bèze est faite par le cardinal de Lorraine le 16 septembre, en présence de toute la cour, dans laquelle il rappelle les points essentiels du credo catholique et réfute la doctrine réformée. L'assemblée a alors accepté une proposition du cardinal de Bourbon affirmant que l'assemblée approuve la maintien de la doctrine catholique. Théodore de Bèze ayant demandé à répondre, il est décidé que l'assemblée était close. La discussion a quand même été reprise dans une petite salle le 24 et 26 septembre. Une douzaine de ministres protestants répliquent au cardinal de Lorraine, et à des théologiens catholiques, tels Claude d'Espence, Claude de Sainctes et le supérieur général de jésuites, Jacques Lainez. Dans le but de trouver une formule d'accord sur l'eucharistie entre catholiques et protestants, l'assemblée générale du clergé reprend ses réunions début octobre. Elle adopte une formule rappelant le dogme catholique. Aucune conciliation n'est donc possible et le colloque se termine le 14 octobre. Pour pallier l'échec du colloque, l'édit de Saint-Germain ou édit de janvier 1562 a accordé la liberté de conscience aux protestants.
Une nouvelle assemblée est convoquée à Saint-Germain le 27 janvier 1562 à laquelle a participé le cardinal de Tournon. Il montre son désaccord quand un des théologiens catholiques a semblé approuver la condamnation du culte des images par Théodore de Bèze. Une réunion entre Catherine de Médicis, Michel de l'Hospital, les cardinaux de Bourbon et de Tournon décide de terminer les conférences de Saint-Germain le 11 février.
Enterré provisoirement à Saint-Germain-en-Laye où il est mort en 1562, son corps fut transféré dans la chapelle du collège de Tournon qu'il avait fondé en 1536, devenu aujourd’hui le lycée Gabriel-Faure.

## Hommage
- Une rue du 6e arrondissement de Paris, porte son nom : rue de Tournon.